# Степаненко, Екатерина Яковлевна
Екатерина Яковлевна Степаненко — советский хозяйственный деятель, Герой Социалистического Труда.

## Биография
Родилась в 1938 году в селе Подымка. Член КПСС.
В 1953—1958 гг. — доярка колхоза имени Карла Маркса, в 1958—1991 гг. — свинарка колхоза «Победа» Новоукраинского района Кировоградской области Украинской ССР.
Указом Президиума Верховного Совета СССР от 8 апреля 1971 года присвоено звание Героя Социалистического Труда с вручением ордена Ленина и золотой медали «Серп и Молот».
Заслуженный работник сельского хозяйства Украинской ССР (1988).
Живёт в селе Новониколаевка.

## Награды и звания
- Герой Социалистического Труда (08.04.1971)
- Орден Ленина (22.03.1966, 08.04.1971)
- Орден Трудового Красного Знамени (10.03.1976)
- Орден Дружбы народов (21.12.1983)